# زلاتکو گرگیچ
زلاتکو گرگیچ (کرواتی: Zlatko Grgić؛ ۲۱ ژوئن ۱۹۳۱ – ۴ آوریل ۱۹۸۸) اَنیماتور و کارگردان فیلم اهل یوگسلاوی سابق بود که در اواخر دههٔ ۶۰ میلادی به کانادا مهاجرت کرد.
او نامزدِ دریافتِ «جایزه اسکار بهترین پویانمایی کوتاه» در پنجاه و دومین دوره جوایز اسکار بود.
از فیلم‌ها یا مجموعه‌های تلویزیونی که وی در آن‌ها نقش داشته است، می‌توان به پروفسور بالتازار اشاره نمود.